# Ductopénie
La ductopénie, étymologiquement et dans son sens le plus général désigne un état pathologique (éventuellement mortel si la ductopénie est sévère), caractérisé par une raréfaction voire une disparition (atrésie) totale de certains canaux (ex. : canaux biliaires interlobulaires) dans un organe. 
Chez de très nombreux organismes animaux évolués, un organe sécrète un suc digestif (la bile) via des cellules spécialisées (hépatocytes). La bile est d'abord excrétée dans un canalicule biliaire directement entouré d'hépatocytes, qui l'évacue lui-même vers un réseau de canaux biliaires dits « canaux interlobulaires de l'espace porte » constitués de cholangioles ou ductules, minuscules canaux formés à leurs débuts par des cellules épithéliales biliaires.

Le mot « ductopénie » est le plus souvent utilisé pour le système hépatobiliaire où l'on déclare une ductopénie (ou atrésie des voies biliaires intrahépatiques) quand au moins 50 % des espaces portes ne comportent pas ou plus de voies biliaires ; elles sont alors absentes et remplacées par des agrégats lymphoïdes ou parfois il n'y a aucune trace détectable de leur existence antérieure,.
Chez l’enfant la ductopénie peut être congénitale et/ou accompagnée d'autres malformations (cardiaques, rachidiennes...) ou au contraire être isolée, et avoir la même étiologie (causes) que l'adulte (voir plus bas).

## Diagnostic
Le diagnostic est histologique.
L'évaluation de la gravité d'une ductopénie se fait au vu du rapport du nombre des canaux biliaires par rapport au nombre des espaces portes ; divers auteurs jugent comme significatif un rapport inférieur à 0,5. Ce rapport devrait être égal à 1 (0,8-1,5) et il peut devenir nul dans la forme extrême dite Atrésie des voies biliaires. 
On parle de ductopénie à partir du moment où au moins 50 % des espaces portes ne comportent pas de voies biliaires. 

## Étiologie
Des causes variées sont décrites par la littérature médicale,, : 
- Atrésie congénitale (d'origine génétique, dysimmunitaire et/ou toxique) ; l'atrésie des voies biliaires du nouveau-né touche un bébé sur 20 000 et est la 1ère cause d'ictère obstructive ;
- Causes immune/auto-immunes (cirrhose biliaire primitive, qui est la cause la plus commune de ductopénie, cause touchant beaucoup plus les femmes que les hommes)[6] ; maladie du greffon contre l'hôte, avec par exemple échec d'une greffe de foie, sarcoïdose ;
- Lymphome hodgkinien ou Lymphome non-hodgkinien ;
- causes infectieuses : infection par le Cytomégalovirus humain ou par le HIV (SIDA) ;
- Toxicité médicamenteuse, avec par exemple une intoxication par le déthiabendazole[7] ou parfois par un médicament courant comme l'ibuprofène…

## Traitements
Les traitements varient selon la cause et la sévérité de la ductopénie. 
Une ductopénie sévère justifie une greffe de foie. La possibilité d'une récidive de la maladie dans le foie greffé a été discutée dans les années 1990,,,.
Concernant la Cirrhose biliaire primitive, ses symptômes ont longtemps été attribués exclusivement à ces causes immunologiques ou autoimmunes qui ont justifié des traitements immunosuppresseurs et anti-inflammatoires (corticoïdes, azathioprine, D-pénicillamine, chlorambucil, méthotrexate, colchicine, ciclosporine... en réalité inefficaces  ; aucune étude contrôlée n'a pu prouver une amélioration significative de l'évolution clinique ou histopathologique,,.

On a ensuite supposé que ces lésions hépatiques résultaient (au moins partiellement) d'effets secondaires toxiques (ex : accumulation intracellulaire d'acides biliaires endogènes toxiques). Des médicaments tels que l'acide ursodésoxycholique (un acide biliaire sans toxicité hépatocytaire ont ensuite pu diminuer le taux d'acides biliaires toxiques circulants tout en inhibant l'expression des molécules HLA de classe 1 à la surface des hépatocytes au profit d'une diminution des nécroses hépatocytaires induites par les lymphocytes T et donc d'un guérison des lésions. Deux ans de traitement améliorent la situation de nombreux malades en diminuant notamment le titre des anticorps anti-mitochondrie et divers signes histologiques dont la ductopénie, mais aussi « inflammation portale, nécrose périportale, prolifération cholangiolaire, nécrose hépatocytaire et inflammation intralobulaires, et cholestase ». Par contre la fibrose ne régresse pas significativement sous l'effet de ces médicaments.